# Sources chaudes à Taïwan
Taïwan fait partie de la zone de collision entre la plaque du Yangtsé et la plaque philippines. L'est et le sud de Taïwan représentent l'extrémité nord de la ceinture mobile philippine. 
Située à proximité d'une fosse océanique et d'un système volcanique dans une zone de collision tectonique, l'île de Taïwan a créé un environnement unique produisant des sources d'eau cristalline à haute température. Ces sources chaudes ne sont pas seulement propres et potables, mais elles sont aussi couramment utilisées par les spas et les complexes hôteliers. 

## Histoire

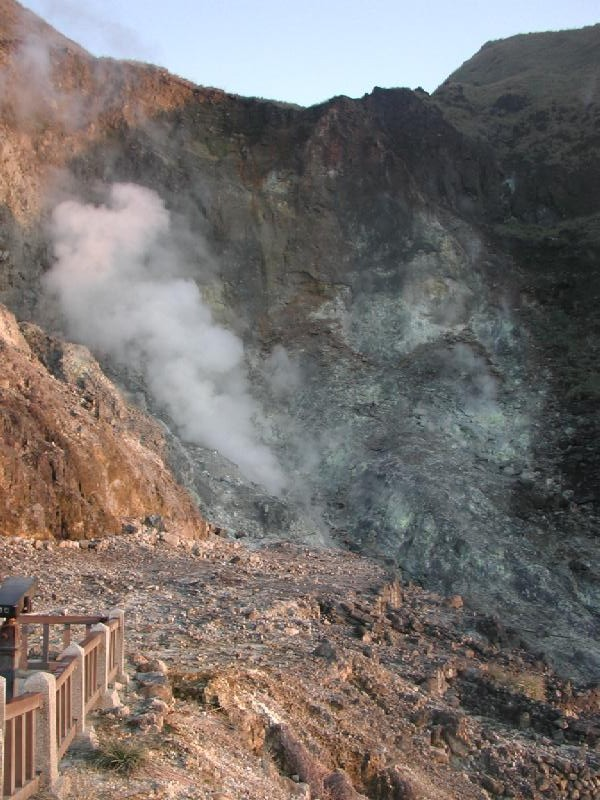
Vue rapprochée des sources chaudes de la montagne Seven Star à Yangmingshan

La première mention de sources chaudes à Taïwan vint d'un manuscrit de 1697, le Beihai Jiyou, mais elles ne furent exploitées qu'à partir de 1893, lorsqu'un homme d'affaires Allemand découvrit Beitou et établit un petit spa local au cours des années suivantes. Sous la domination japonaise, le gouvernement promu continuellement et en outre améliora les sources chaudes naturelles. Cette période de domination japonaise apporta cette riche culture du onsen et de la trempette du printemps, ce qui eut une grande influence sur Taïwan. 
En mars 1896, Hirado Gengo, originaire d'Osaka, est le premier japonais à avoir ouvert le premier hôtel spa à Taïwan, appelé « Tengan ». Non seulement il proclama une nouvelle ère des sources chaudes balnéaires à Beitou, mais il ouvrit la voie à une toute nouvelle culture des sources chaudes pour Taïwan. Dans la culture onsen du Japon, on prétend que les sources chaudes offrent des bienfaits pour la santé : de même que l'augmentation des niveaux d'énergie, il est communément soutenu que les minéraux dans l'eau aide au traitement de la fatigue chronique, de l'eczéma et de l'arthrite.
Durant la période de domination japonaise, les quatre principales sources chaudes de Taïwan se trouvaient dans l'actuel Beitou, à Yangmingshan, à Guanziling et à Sichongxi. Cependant, sous l'administration de la République de Chine à partir de 1945, la culture des sources thermales à Taïwan perdit progressivement de son élan. Ce n'est qu'en 1999 que les autorités reprirent la promotion à grande échelle des sources chaudes à Taïwan, déclenchant une nouvelle fièvre pour les sources chaudes. 
Ces dernières années, les stations thermales taïwanaises gagnèrent en popularité. Avec le soutien du gouvernement, la source thermale est devenue non seulement une autre industrie, mais également une partie de la culture taïwanaise. 
Taïwan possède l'une des plus fortes concentrations (plus de 100 sources chaudes) et la plus grande variété de sources thermales au monde, allant des sources chaudes et aux sources froides jusqu'aux sources de boue, en passant par les sources chaudes des fonds marins.

## Types de sources
- Sources de carbonate de sodium
- Sources de soufre
- Sources ferreuses
- Sources d'hydrogénocarbonate de sodium
- Sources de boue

(L'eau de source contient des acides alcalins et de l'iode. Elle est salée et dégage une légère odeur de soufre)
- Sources de sel ou d'hydrogène sulfuré

## Liste partielle des sources thermales de Taïwan
- Jiaoxi
- Dakeng
- Beitou
- Zhiben
- Tai'an
- Yangmingshan
- Guguan

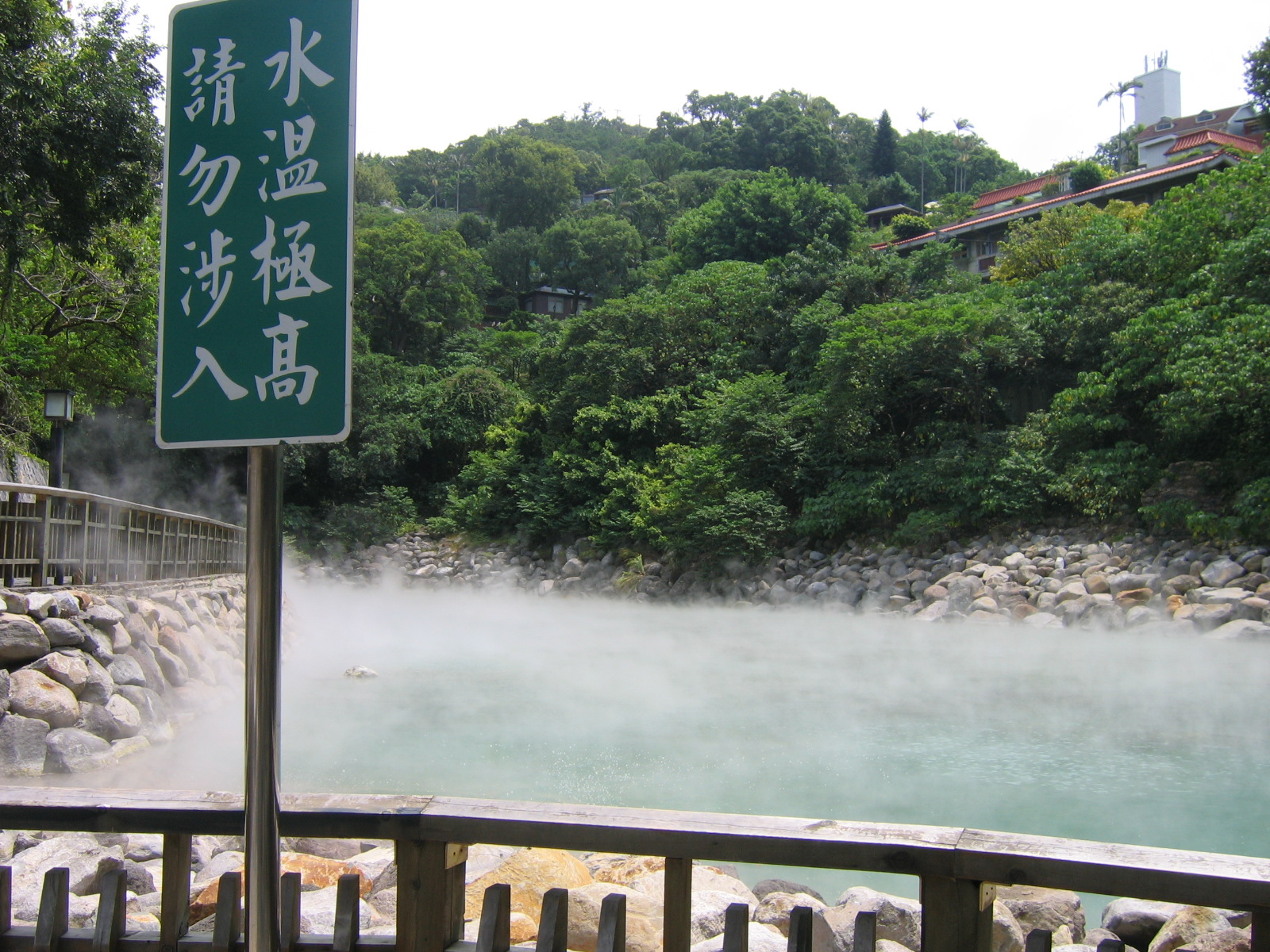
Vallée des sources chaudes à Beitou

- Source chaude de Guanziling (en)
- Source chaude de Sichongxi (en)
- Wulai
- Ruisui
- Zhaori